# Wilhelm von Freytag
Heinrich Wilhelm von Freytag (17. března 1720 Estorf – 2. ledna 1798 Hannover) byl velícím důstojníkem ve službách Brunšvicko-lüneburského kurfiřtství (nazývané také Hannoverské kurfiřtství). Byl polním maršálem a velitelem armády rozmístěné ve Flandrech během války první koalice.

## Životopis
Pocházel z původně vestfálské rodu Freytag von Loringhoven, který se později usídlil také v Oldenbursku a Frísku. V roce 1737 se jako praporčík připojil k pěšímu pluku von Campe, který byl umístěn v Nienburgu na řece Weser. Účastnil se války o rakouské dědictví. Po bitvě u Fontenoy byl povýšen z poručíka na kapitána.

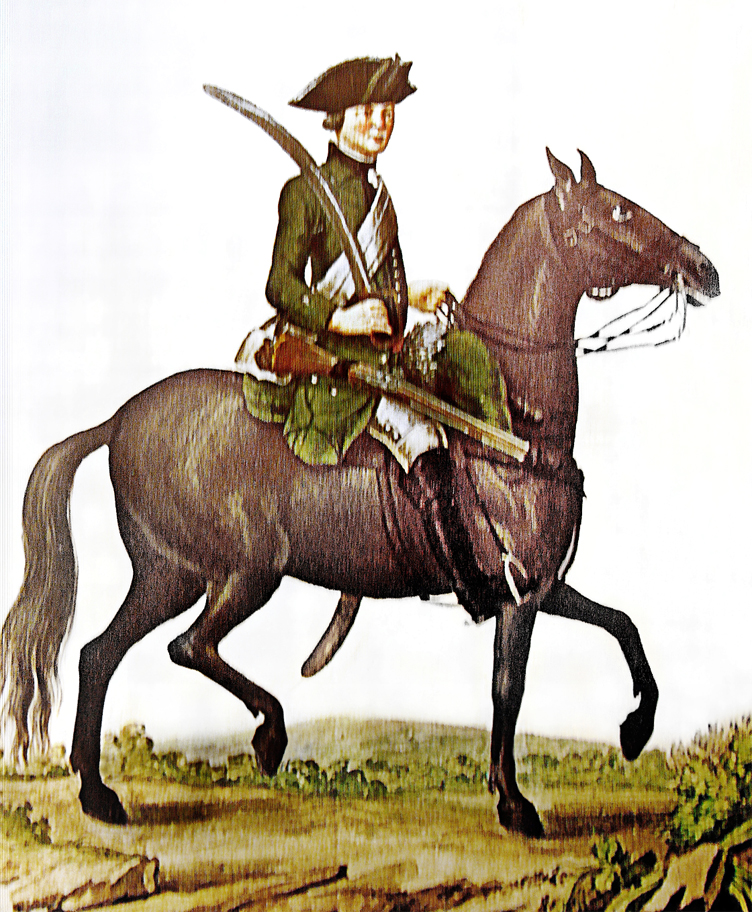
Velkolepé dílo Gmundena : Lovec sboru Freytag (1760)

Během sedmileté války byl určitý čas dislokován s pomocným sborem ve Velké Británie z důvodu možné francouzské invaze. Během války byla v Hannoveru vytvořena jednotka polních myslivců, Wilhelm von Freytag byl k této jednotce přidělen. Byl povýšen na majora a stal se štábním důstojníkem jednotky. Velitelem jednotky byl hrabě von der Schulenburg, který byl trvale nepřítomen u jednotky. Na jeho pozici velitele jednotky byl v roce 1760 jmenován Wilhelm von Freytag. Se svými jednotkami byl nasazen pod velením vévody Ferdinanda Brunšvicko-Wolfenbüttelského ve válečných taženích ve Vestfálsku, Hesensku a Hannoversku. Zúčastnil se bitvy u Mindenu. Úspěchy jednotky vedly k jejímu posílení. Původně se skládala jednotka polních myslivců ze čtyř rot, z toho byly dvě pěchotní a dvě jezdecké. Jednotka polních myslivců byla rozšířena na osm rot s celkem 2497 muži. Jednotka byla pozměněna na dva regimenty lehkých dragounů. Od roku 1765 působil v hodnosti generálního adjuntanta mezi kurfiřtem, který byl zároveň britským králem a velitelem vojsk v Hannoveru, během let 1764 až 1783 pobýval v Anglii. V roce 1792 byl jmenován velitelem armády Hannoverska v hodnosti polního maršála. V první koaliční válce vtrhla jeho armáda do Flander v počtu 15 000 mužů a byla podřízena velení vévody z Yorku Bedřicha Augusta Hannoverského. Zatímco vévoda obléhal Dunkerk, Wilhelm von Freytag velel sboru armád z Hannoverska, Velké Británie, Rakouska a Hesenska. Tento sbor vytvářela vévodovi z Yorku krytí. Následně začala tento sbor armád ohrožovat francouzská armáda pod vedením generála Jeana Nicolase Houcharda. Francouzská armáda a koaliční sbor armád se spolu utkali v několika potyčkách a bitvách mezi 5. až 8. září 1792 u Arneke, Rexpoede a Hondschoote, kde byl sbor poražen. Během bitvy u Rexponde byl Wilhelm von Freytag zraněn a krátce také zajat francouzskými vojsky. Ze zajetí jej osvobodily jednotky generálporučíka Georga von dem Bussche. Na vedení armádního sboru následně rezignoval z důvodu neshod s vévodu z Yorku.